# Joy Fielding
Joy Fielding (nascida Tepperman; nascimento 18 de março de 1945) é uma novelista e atriz canadense. Ela vive em Toronto, Ontario.

## Biografia
Nascida em Toronto, Ontario, ela se formou na Universidade de Toronto em 1966, como uma Bacharel em Artess na Literatura inglesa. Como Joy Tepperman, ela teve uma breve carreira, aparecendo nos filmes Winter Kept Us Warm (1965), Purple Playhouse (1973) e Festival (1960) e em um episódio de Gunsmoke. Mais tarde ela mudou seu último nome para Fielding e começou a escrever romances.
Fielding é também roteirista de filmes para televisão Golden Will: The Silken Laumann Story.
Em 1980, ela também passou a ser uma contribuinte regular em resenhas de livros para Jack Farr's CBC Radio um programa de rádio The Radio Show.